# Philip Eriksson
Philip Eriksson ist ein kanadischer Biathlet.
Philip Eriksson studiert an der University of Alberta und startet für das universitäre Sportteam CSC/Augustana. 2007 wurde er für seine Verdienste in vier Sportarten, neben Biathlon und Skilanglauf auch Crosslauf und Curling, zum Sportler des Jahres der Universität gewählt. Sein internationales Debüt gab er bei der Winter-Universiade 2007 in Turin. Bei den Rennen von Cesana San Sicario belegte er im Sprint den 46. Platz, wurde im Einzel disqualifiziert und wurde Fünfter des Staffelrennens. Bei den Provinzmeisterschaften 2008 gewann er Gold und Bronze.
Seit 2008 startete Eriksson bei den Männern. Einen ersten Erfolg erreichte er bei den Nordamerikanischen Meisterschaften im Sommerbiathlon 2008, als er bei den Crosslauf-Wettkämpfen in Canmore den Titel in der Verfolgung vor Aaron Scott und Ian Beales gewann. Im Nor-Am-Cup 2008/09 wurde er 25. der Gesamtwertung. Bei den Nordamerikanischen Meisterschaften im Biathlon 2009 in Valcartier erreichte er Rang 24 im Einzel und 25 im Sprint.

## Belege
1. ↑  Augustana Athletes Celebrate at Colour Night (Seite nicht mehr abrufbar, festgestellt im Dezember 2018. Suche in Webarchiven)  Info: Der Link wurde automatisch als defekt markiert. Bitte prüfe den Link gemäß Anleitung und entferne dann diesen Hinweis.
2. ↑  Biathlon: 2007/08 Accomplishments (Seite nicht mehr abrufbar, festgestellt im Dezember 2018. Suche in Webarchiven)  Info: Der Link wurde automatisch als defekt markiert. Bitte prüfe den Link gemäß Anleitung und entferne dann diesen Hinweis.

| Personendaten    | Personendaten        |
| ---------------- | -------------------- |
| NAME             | Eriksson, Philip     |
| KURZBESCHREIBUNG | kanadischer Biathlet |
| GEBURTSDATUM     | 20. Jahrhundert      |